# Lymeon maculipes
Lymeon maculipes là một loài tò vò trong họ Ichneumonidae.